# Ane Brun

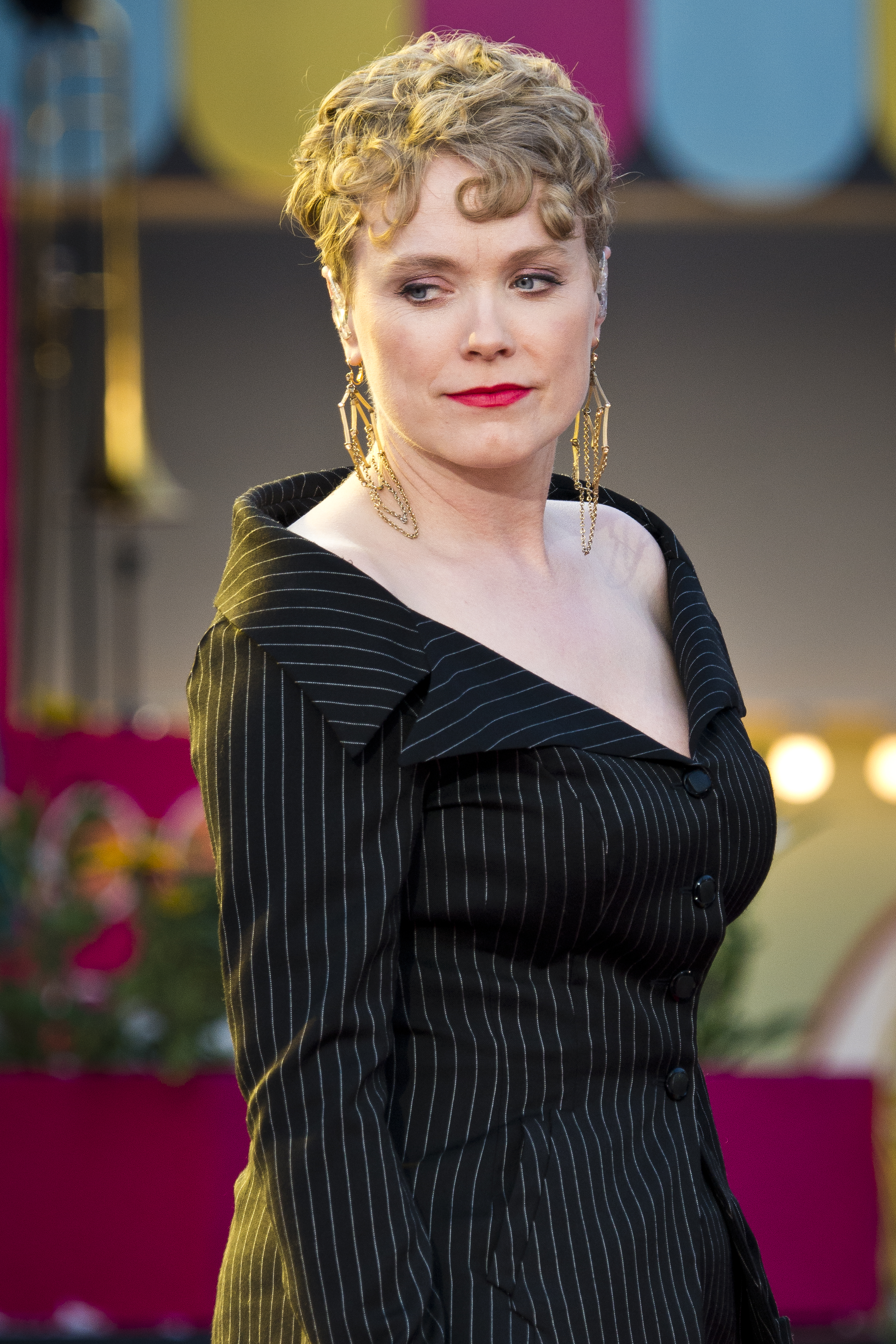
Ett uppträdande i Sommarkrysset 2014.

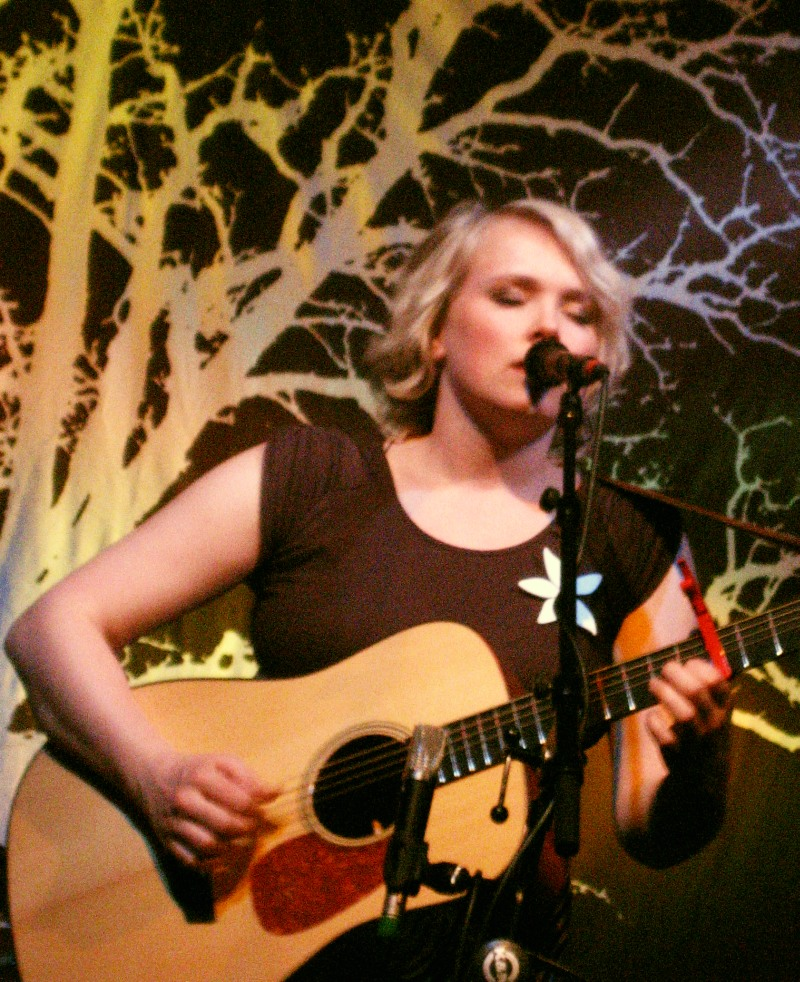
Ane Brun, Hamburg 2008.

Ane Brun, egentligen Ane Brunvoll, född 10 mars 1976 i Molde, är en norsk sångerska och låtskrivare. Ane Brun är född och uppvuxen i Molde , men är numera bosatt i Stockholm. Hon driver sitt eget skivbolag Balloon Ranger Recordings.

## Biografi

### Bakgrund
Brun kommer från en musikerfamilj, men det var inom rytmisk sportgymnastik som hon utmärkte sig mest, och som hon också tävlade i med en viss framgång. Hon är känd för lugnet och nakenheten i sin softa röst och i bakgrundsmusiken.
Efter gymnasiet flyttade hon runt och bodde bland annat i Spanien, Oslo, Bergen och Uppsala. När hon var 21 år fick hon familjens gamla akustiska gitarr och började öva på den. Hon började också skriva melodier. Under samma tid studerade hon också juridik, spanska och musik.

### Tidig karriär
Kärleken gjorde att hon flyttade till Stockholm år 2000. Hon uppträdde först på små klubbar, men sommaren 2001 blev hon inbjuden till Hultsfredsfestivalen. Detta blev ett slags genombrott i Sverige. I april 2003 kom singeln "Are they saying goodbye?". Den blev utgiven på skivbolaget "DetErMina Records", ett skivbolag Brun startade tillsammans med Ellakari Larsson.
I maj kom det första hela albumet från Brun, Spending Time with Morgan. Albumet var uppkallat efter hennes Morgan stålsträngsgitarr, och bestod helt och hållet av egna kompositioner. Redan på detta album kan man höra hennes lugna men intensiva melodier, personliga texter och karakteristiska röst, bland annat på öppningsspåret "Humming one of your songs". Flera låtar fick mycket speltid på radio, speciellt i Sverige.
Genom distributören V2 Music fick debutalbumet distribution i 11 länder och Brun kunde koncentrera sig mer på att vara artist och låtskrivare på heltid.

### Mitten av 00-talet
I februari 2005 kom andra albumet, A Temporary Dive. Det var med detta album hon fick sitt stora genombrott. Singeln "My lover will go" blev en stor hit. Albumet var producerat av Katharina Nutall. Nu stod festilvaljobben i kö och albumet gick ända till toppen av VG-lista. Albumet blev utgivet i hela Europa, USA och Japan. Hon fick Spellemannprisen i klassen "Bästa kvinnliga artist", Alarmprisen i klassen pop, och nomineringar till Grammis och European MTV Music Awards 2005.
Redan samma år kom hon ut med ett slags sidoprojekt, Duets, som var duetter med 10 av hennes personliga favoriter. Duetten med Sivert Høyem, på låten "Lift Me", var den som gjorde mest succé, och vann Spellemannprisen, som årets låt, under utdelningen för 2005. År 2006 var Brun på en USA-turné. Hon fick här bra recensioner i både Time, Rolling Stone och Washington Post. Efter den turnén var hon uppvärmningsartist för A-ha på flera konserter. Med inspelningar från en Skandinavienturné med DMF String Quintet, Staffan Johansson och Nina Kinert kunde Brun släppa sitt första livealbum 2007. Albumet Live in Scandinavia blev nominerat till Spellemannprisen.
Brun har även samarbetat/turnerat med många artister, från mer lokalt kända till världsartister, såsom Madrugada, José Gonzales, Lisa Ekdahl, Tomas Andersson Wij, Elin Sigvardsson, Theresa Andersson, Ron Sexsmith, Peter Gabriel med dottern Melanie. 2007 medverkade hon i en duett på Moneybrothers skiva Mount Pleasure som heter "It Might As Well Be Now". Hon har också haft succé med "Koop Island Blues" tillsammans med Koop (2006/2007).

### Sent 00-tal
År 2008 kom femte albumet, Changing Of The Seasons, producerat av Valgeir Sigurðsson. Albumet fick bra recensioner, också i amerikanska "Spin" och New York Times". Det blev turné i Europa och Skandinavien. Bland annat höll Ane Brun en uppmärksammad föreställning på Stockholms Konserthus den 3 oktober 2008. Bara kort därefter gjorde hon en två veckor lång USA-turné.
Samma år kom Sketches, som är en slags akustisk version av Changing Of The Seasons. Den 16 september 2009 släpptes live-DVD/CD:n Live at Stockholm Concert Hall, skivresultatet av framträdandet i konserthuset året innan. Samma år medverkade hon även på Lisa Ekdahls skiva Give Me That Slow Knowing Smile och startade samma år också musikprojekt-initiativet No More Lullabies med konserter etc i samarbete med andra kända artister för att sätta fokus på klimatförändringsfrågan, som engagerar henne mycket.

### Senare år
År 2011 kom It All Starts With One, som ännu en gång gav henne Spellemannprisen som bästa kvinnliga artist. Hon har fortsatt att ge ut album med jämna mellanrum. Hon sjöng också år 2015 på "Can’t Stop Playing" med Dr. Kucho! och Gregor Salto. Denna nådde Top 5 på singellistan i England.
Hennes musik har spelats i svenska reklamfilmer för TV. 2015 spelades hennes version av "Feeling Good" i en reklamfilm för det svenska bilmärket Volvo. Hennes version av "At Last" spelas i en reklamfilm för Volvo-bilen Polestar 2.
Albumet "When I'm Free" kom ut 2015. 

## Privatliv
En kort tid efter att hon gett ut första skivan blev hon diagnostiserad med sjukdomstillståndet SLE, något hon inte orkat tala om offentligt förrän 2011. Med de ordinerade behandlingarna säger hon sig inte känna av några större problem med det.

## Diskografi
Studioalbum
- 2003 – Spending Time with Morgan
- 2005 – A Temporary Dive
- 2005 – Duets
- 2008 – Changing of the Seasons
- 2008 – Sketches
- 2011 – It All Starts with One
- 2015 – When I'm Free
- 2017 – Leave Me Breathless
- 2020 – After the Great Storm
- 2020 – How Beauty Holds the Hand of Sorrow
- 2022 – Nærmere
- 2023 – Portrayals

Livealbum
- 2007 – Live in Scandinavia
- 2009 – Live at Stockholm Concert Hall (CD och DVD, inspelad 2008)
- 2014 – Songs Tour 2013 (digital nedladdning)
- 2018 – Live at Berwaldhallen

Samlingsalbum
- 2011 – Beginner's Guide to Scandinavia (3 CD, Nascente)
- 2013 – Songs 2003–2013 (2 CD)
- 2013 – Rarities (2 CD)

EP
- 2004 – My Lover Will Go

Singlar (urval)
- 2003 – "Are They Saying Goodbye"
- 2003 – "Humming One of Your Songs"
- 2004 – "I Shot My Heart"
- 2005 – "Song No. 6" (med Ron Sexsmith)
- 2005 – "Lift Me" (Madrugada med Ane Brun)
- 2006 – "Rubber & Soul" (med Teitur Lassen)
- 2006 – "Balloon Ranger"
- 2008 – "Headphone Silence (Henrik Schwarz Remix / Dixon Edit)"
- 2008 – "Big in Japan"
- 2008 – "True Colors"
- 2009 – "To Let Myself Go (Malkyl Remix)"
- 2011 – "Do You Remember"
- 2015 – "Directions"

## Priser och utmärkelser
- 2005 – Spellemannprisen för både "Bästa kvinnliga artist" (A Temporary Dive) och "Årets Hit" ("Lift Me") med Madrugada, samt ytterligare flera års nomineringar.[4]
- 2006 – Alarmprisen i klassen "Pop" för A Temporary Dive.[5]
- 2009 – Gammleng-prisen i kategorin "Bästa visa".[6]
- 2009 – Prins Eugens Kulturpris [7]
- 2021 – Bo Bringborns minnespris för individuell skaparkraft, för "hennes ständigt föränderliga konstnärliga gärning och musikaliska utveckling".[8]

2005 bev hon nominerad som "Bästa norska artist" vid MTV Europe Music Awards och som "Tidernas bästa norska artist" i omröstning i NRK.